# Christmas Memories
Christmas Memories — второй рождественский и двадцать девятый студийный альбом американской певицы Барбры Стрейзанд. Он был выпущен 30 октября 2001 года лейблом Columbia Records. Стрейзанд записывала альбом в июле, августе и сентябре 2001 года в различных студиях звукозаписи по всей Калифорнии и в Норт-Ванкувере. Исполнительными продюсерами пластинки выступили Стрейзанд и Джей Ландерс, а Уильям Росс и Дэвид Фостер выступили в качестве дополнительных продюсеров. Альбом содержит несколько кавер-версий различных праздничных песен. Для продвижения пластинки Columbia Records выпустила сэмплер альбома под названием A Voice for All Seasons.
Настроение альбома было описано как меланхоличное, что музыкальные критики сочли уместным, поскольку релиз альбома состоялся вскоре после терактов 11 сентября. Другие рецензенты назвали альбом «прекрасно исполненным» и «превосходным». Christmas Memories получил номинацию на премию «Грэмми» как лучший традиционный вокальный поп-альбом в 2003 году. Альбом вошёл в чарты Великобритании и Канады, а также в чарты Соединённых Штатов, где достиг 15-го места в Billboard 200 и был сертифицирован Американской ассоциацией звукозаписывающих компаний как платиновый за продажи, превысившие 1 000 000 экземпляров. Кавер-версия песни Стрейзанд «It Must Have Been the Mistletoe» попала в американский чарт Adult Contemporary, достигнув 28-го места.

## Запись и релиз
Christmas Memories — второй рождественский альбом Барбры Стрейзанд после A Christmas Album 1967 года. Стрейзанд начала запись альбома 19 июля 2001 года; в этот день она записала «I’ll Be Home for Christmas» и «I Remember». Сессии проходили по всей Калифорнии и в Норт-Ванкувере. Исполнительными продюсерами альбома стали Стрейзанд и Джей Лэндерс, а также музыканты Дэвид Фостер и Уильям Росс, которые значатся дополнительными продюсерами. Согласно примечаниям на обложке, Стрейзанд посвятила альбом покойному художнику Стефану Вайсу, мужу модельера Донны Каран, который был близким другом Стрейзанд до его смерти в июне 2001 года.
Альбом был выпущен 30 октября 2001 года лейблом Columbia Records. Для продвижения альбома Columbia Records опубликовала рекламу в нескольких американских журналах, в том числе в InStyle, People, Talk и Vanity Fair. Сэмплер альбома в виде EP, включающий пять треков из Christmas Memories, также был выпущен в 2001 году и включал в себя «Grown-Up Christmas List», «It Must Have Been the Mistletoe», «I’ll Be Home for Christmas», «Closer» и «One God».

## Контент
Альбом открывается кавером на «I’ll Be Home for Christmas», военную песню, написанную Кимом Гэнноном, Уолтером Кентом и Баком Рэмом; Уильям Рульманн из AllMusic счел включение этого трека в Christmas Memories отражением «зрелой точки зрения Стрейзанд, которая очень сильно учитывает потери». «A Christmas Love Song» — второй трек, написанный Аланом и Мэрилин Бергманами и Джонни Мэнделом. Автор Том Сантопьетро описал послание песни как «приобщение к праздникам, наполненное искренними чувствами». «Джазовое» исполнение песни Фрэнка Лессера «What Are You Doing New Year’s Eve?» — третья песня, за которой следует переработанная кавер-версия песни «I Remember» Стивена Сондхейма. Кавер-версия Стрейзанд на последнюю песню была описана Рульманном как «[всё ещё] чрезвычайно грустная песня». Песня «Snowbound» была написана Расселом Фэйтом и Кларенсом Кехнером, написана в «умеренно медленном» темпе и включает в себя использование фортепиано. «It Must Have Been the Mistletoe» была признана сотрудниками Show Music одной из многих песен в альбоме «сосредоточенной на любви».
«Christmas Lullaby» была написана Энн Хэмптон Коллоуэй, которая ранее сотрудничала со Стрейзанд над Higher Ground (1997) и A Love Like Ours (1999). Бергманы переработали песню Дона Косты «Christmas Mem’ries», которая вошла в качестве восьмого трека альбома. Коста считается оригинальным аранжировщиком песни, в то время как Эдди Караму приписывают дополнительную аранжировку. «Grown-Up Christmas List» был написан и спродюсирован Фостером в соавторстве с Линдой Томпсон. В нём играет живой оркестр, аранжировкой и дирижированием которого занимался Росс. Сантопьетро рассматривал «Ave Maria» Франца Шуберта как компаньона песни Шарля Гуно «Ave Maria», которую певица впервые включила в A Christmas Album в 1967 году. «Closer» посвящен другу певицы Стефану Вайсу, который умер до начала записи альбома. Во вступительных примечаниях Стрейзанд написала: «Я пою „Closer“ о Стефане, но я надеялась, что это может быть связано с каждым, кто кого-то потерял». Альбом завершается песней «One God», которую написали Эрвин Дрейк и Джимми Ширл; Дрейк узнал, что Стрейзанд записала этот трек после того, как они ранее сотрудничали над Higher Ground, когда она записала его трек под названием «I Believe». В изданиях альбома для Target и iTunes включена кавер-версия «God Bless America», спродюсированная Стрейзанд и Ландерсом.

## Отзывы критиков
| Оценки критиков      | Оценки критиков |
| Источник             | Оценка          |
| -------------------- | --------------- |
| AllMusic             | [ 5 ]           |
| Entertainment Weekly | B               |
| Slant Magazine       | [ 6 ]           |

Мелинда Ньюман из Billboard описала запись как «прекрасно проработанную» и «изящную коллекцию»; она также обнаружила, что большое количество деталей Стрейзанд способно «поднять […] качество этого проекта намного выше обычного „рождественского угощения“». Том Сантопьетро, автор книги «Как важно быть Барбарой», назвал альбом «самым успешным диском Стрейзанд» со времен альбома The Broadway Album (1985). Он назвал «выбор песен […] одинаково превосходным» и заявил, что «I’ll Be Home for Christmas», «What Are You Doing New Year’s Eve?», и «One God» были тремя лучшими треками альбома. Уильям Рульманн из AllMusic высказал мнение, что альбом «может показаться удивительно мрачным праздничным сборником» из-за того, что его выпуск состоялся после терактов 11 сентября, но в целом обнаружил, что его настроение «вряд ли можно улучшить», учитывая ситуацию. Он написал, что это является примером способности «великих артистов», таких как Стрейзанд, создавать и выпускать музыку, которая «отражает градус времени в их творчестве». Алекса Кэмп из Slant Magazine заявила, что Christmas Memories содержит «вневременную атмосферу праздника, любезно предоставленную непревзойденным профессионалом»; однако она сочла песни между «Snowbound» и «Grown-Up Christmas List» скучными.

## Награды и номинации
На 45-й ежегодной премии «Грэмми» альбом был номинирован в категории «Лучший традиционный вокальный поп-альбом», однако он уступил альбому Тони Беннетта Playin’ with My Friends: Bennett Sings the Blues (2001).

## Коммерческие показатели
Christmas Memories дебютировал в Billboard 200 под номером 32 17 ноября 2001 года. За неделю своих самых продаваемых продаж альбом разошелся тиражом 136 000 копий и достиг 15-го места. В общей сложности он провел девять недель в Billboard 200. Он также возглавил чарт Top Holiday Albums. Альбом был сертифицирован Американской ассоциацией звукозаписывающих компаний (RIAA) как платиновый 3 декабря 2001 года за 1 000 000 копий. По состоянию на июнь 2007 года было продано 1 100 000 копий альбома. В Канаде альбом достиг 49-го места в канадском чарте альбомов, составленном Nielsen SoundScan. Он также вошел в UK Albums Chart, где он провёл одну неделю на 137-м месте.
«It Must Have Been the Mistletoe» была распространена на радиостанциях Соединенных Штатов во время рождественского сезона, что позволило ей дебютировать и достичь 28-го места в чарте Adult Contemporary за неделю, закончившуюся 5 января 2002 года.

## Список композиций
| №                   | Название                             | Автор(ы)                                     | Продюсер                      | Длительность |
| ------------------- | ------------------------------------ | -------------------------------------------- | ----------------------------- | ------------ |
| 1.                  | «I’ll Be Home for Christmas»         | Ким Гэннон, Уолтер Кент, Бак Рэм             | Барбра Стрейзанд, Уильям Росс | 4:12         |
| 2.                  | «A Christmas Love Song»              | Алан Бергман, Мэрилин Бергман, Джонни Мэндел | Барбра Стрейзанд              | 3:57         |
| 3.                  | «What Are You Doing New Year’s Eve?» | Фрэнк Лессер                                 | Барбра Стрейзанд, Уильям Росс | 3:54         |
| 4.                  | «I Remember»                         | Стивен Сондхайм                              | Барбра Стрейзанд, Уильям Росс | 4:57         |
| 5.                  | «Snowbound»                          | Расселл Фэйт, Кларенс Кехнер                 | Барбра Стрейзанд, Уильям Росс | 2:59         |
| 6.                  | «It Must Have Been the Mistletoe»    | Дуглас Конеки, Джастин Уайльд                | Барбра Стрейзанд, Уильям Росс | 3:10         |
| 7.                  | «Christmas Lullaby»                  | Энн Хэмптон Коллоуэй                         | Барбра Стрейзанд              | 3:30         |
| 8.                  | «Christmas Mem’ries»                 | Алан Бергман, Мэрилин Бергман, Дон Коста     | Барбра Стрейзанд              | 4:45         |
| 9.                  | «Grown-Up Christmas List»            | Дэвид Фостер, Линда Томпсон                  | Дэвид Фостер                  | 3:29         |
| 10.                 | «Ave Maria»                          | Франц Шуберт                                 | Барбра Стрейзанд, Уильям Росс | 4:42         |
| 11.                 | «Closer»                             | Дин Питчфорд, Том Сноу                       | Барбра Стрейзанд, Уильям Росс | 3:58         |
| 12.                 | «One God»                            | Эрвин Дрейк, Джимми Ширл                     | Барбра Стрейзанд, Уильям Росс | 3:39         |
| Общая длительность: | Общая длительность:                  | Общая длительность:                          | Общая длительность:           | 47:13        |

| №                   | Название                   | Автор(ы)            | Продюсер                       | Длительность |
| ------------------- | -------------------------- | ------------------- | ------------------------------ | ------------ |
| 13.                 | «God Bless America» (Live) | Ирвинг Берлин       | Барбра Стрейзанд, Джей Лэндерс | 2:47         |
| Общая длительность: | Общая длительность:        | Общая длительность: | Общая длительность:            | 50:00        |

| №                   | Название                          | Длительность |
| ------------------- | --------------------------------- | ------------ |
| 1.                  | «Grown-Up Christmas List»         | 3:29         |
| 2.                  | «It Must Have Been the Mistletoe» | 3:10         |
| 3.                  | «I’ll Be Home for Christmas»      | 4:12         |
| 4.                  | «Closer»                          | 3:58         |
| 5.                  | «One God»                         | 3:39         |
| Общая длительность: | Общая длительность:               | 18:28        |

## Участники записи
- Барбра Стрейзанд — вокал, продюсер (1-8, 10-13), исполнительный продюсер
- Рената Бусер — ассистент
- Хорхе Каландрелли — аранжировщик (2, 7, 8), дирижер (2, 7, 8)
- Сью Энн Карвелл — бэк-вокал (6)
- Дон Коста — оригинальный аранжировщик (5)
- Фелипе Эльгета — сведение (9), звукорежиссёр (1, 9)
- Мартин Эрлихман — представитель лейбла
- Боб Эсти — дирижер хора (10, 12), аранжировка вокала (10)
- Дэвид Фостер — продюсер (9), губная гармоника (1), ритм-аранжировщик (9)
- Умберто Гатика — звукорежиссёр (1, 3, 4)
- Чад М. Гудсон — дизайн компакт-диска
- Эдди Карам — аранжировщик (5, 12)
- Натаниэль Кункель — инженер (6)
- Питер Доэлл — звукорежиссёр, ассистент звукорежиссёра
- Джей Ландерс — продюсер (13), исполнительный продюсер
- Иэн Логан — фотография
- Габриэль Раумбергер — художественное направление
- Дэвид Рейцас — сведение (1-5, 7, 8, 10-12), звукорежиссёр
- Уильям Росс — продюсер (1, 3-6, 10-12), аранжировка (1, 3-4, 6, 10, 11), дирижёр (1, 3-6, 10-11)
- Эл Шмитт — звукорежиссёр (2, 7, 8)
- Билл Шни — сведение (6)
- Ким Скалеки — ассистент
- Алла Стейн — руководитель проекта
- Венди Вагнер — бэк-вокал (6)
- Фируз Захеди — фото
- Майкл Мишоу — бэк-вокал (10, 12)

## Чарты
| Чарт (2001—2002)                    | Высшая позиция |
| ----------------------------------- | -------------- |
| Великобритания (UK Albums Chart)    | 137            |
| Канада (SoundScan)                  | 49             |
| США (Billboard 200)                 | 15             |
| США (Billboard Top Holiday Albums)  | 1              |
| США (Billboard Top Internet Albums) | 15             |

| Чарт (2002)         | Позиция |
| ------------------- | ------- |
| США (Billboard 200) | 108     |

## Сертификации и продажи
| Регион     | Сертификация | Продажи   |
| ---------- | ------------ | --------- |
| США (RIAA) | Платиновый   | 1 100 000 |